# Spoorlijn 40 Luik - Maastricht
Spoorlijn 40 is een spoorlijn die de steden Luik en Maastricht met elkaar verbindt.

## Geschiedenis

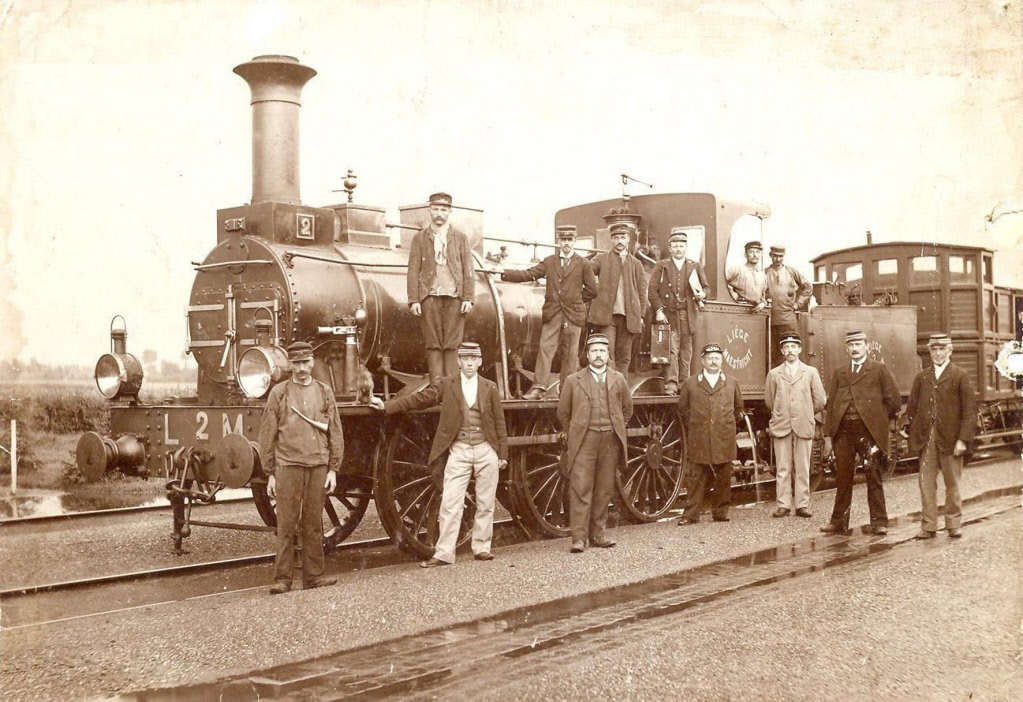
Loc 2 van de L.M..

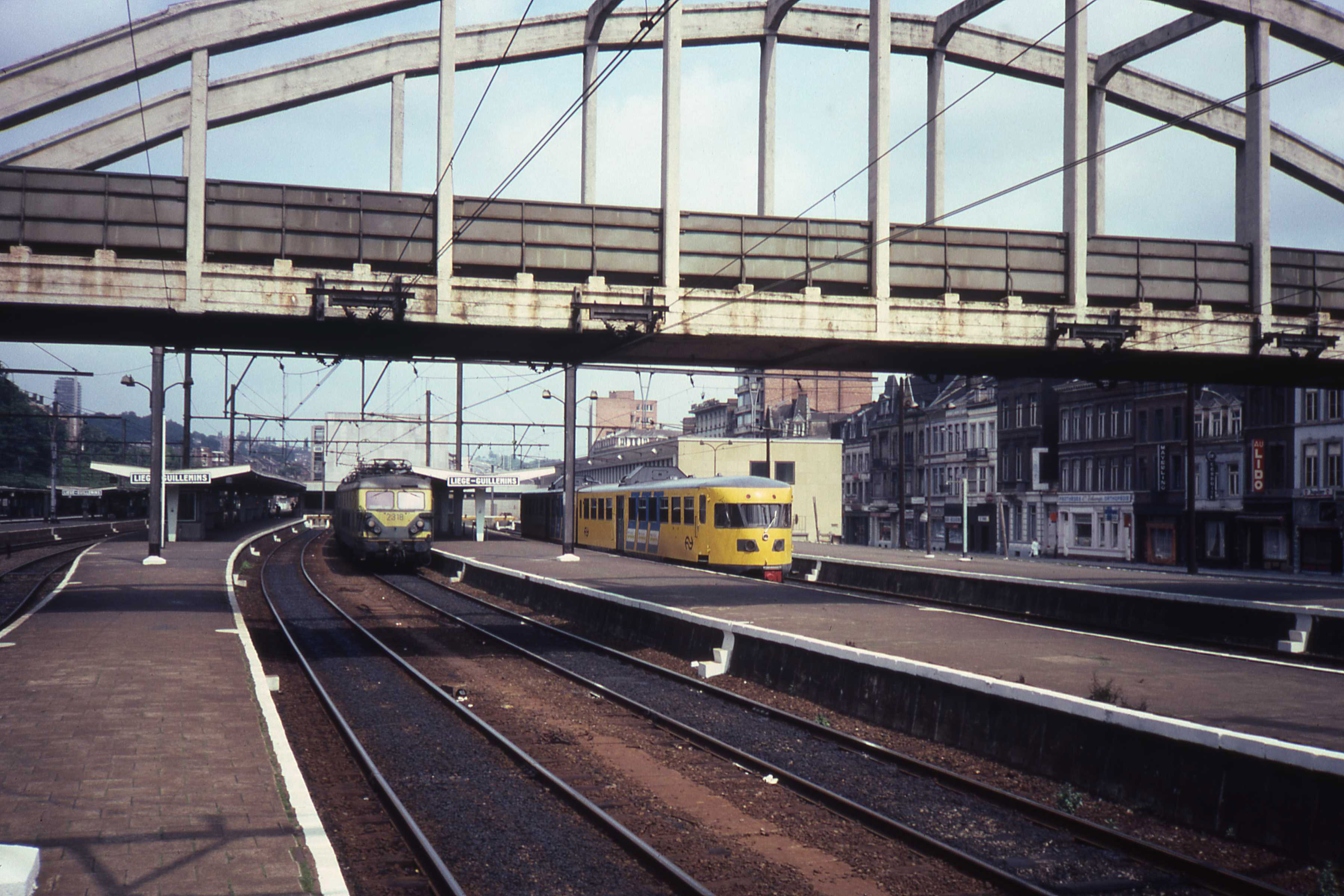
Een Nederlands treinstel in Luik in 1982, voor de elektrificatie naar Maastricht.

In 1861 werd de spoorlijn geopend door de "L.M.", die in 1899 werd overgenomen door de Belgische staatsspoorwegen. Oorspronkelijk kende de spoorlijn alleen het eindpunt Longdoz in Luik en moesten de treinen daar keren om verder te rijden. In 1917 is een rechtstreekse verbinding met Luik-Guillemins en de andere Belgische hoofdspoorlijnen aangelegd door de Duitsers. Naast lokale treinen reden er ook internationale treinen op de internationale verbinding Amsterdam, Maastricht, Luik, Luxemburg, Metz, Bazel en verder. Zelfs in de dienstregeling 1988/'89 reden er nog nachtrijtuigen Maastricht - Genua die in Luxemburg werden gekoppeld aan de nachttreinen van Brussel naar Bazel. In de latere jaren werd een IC Haarlem - Maastricht gedurende de zomer in de weekends doorgetrokken naar Luxemburg, waarmee geel-blauwe ICR rijtuigen Luxemburg bereikten.

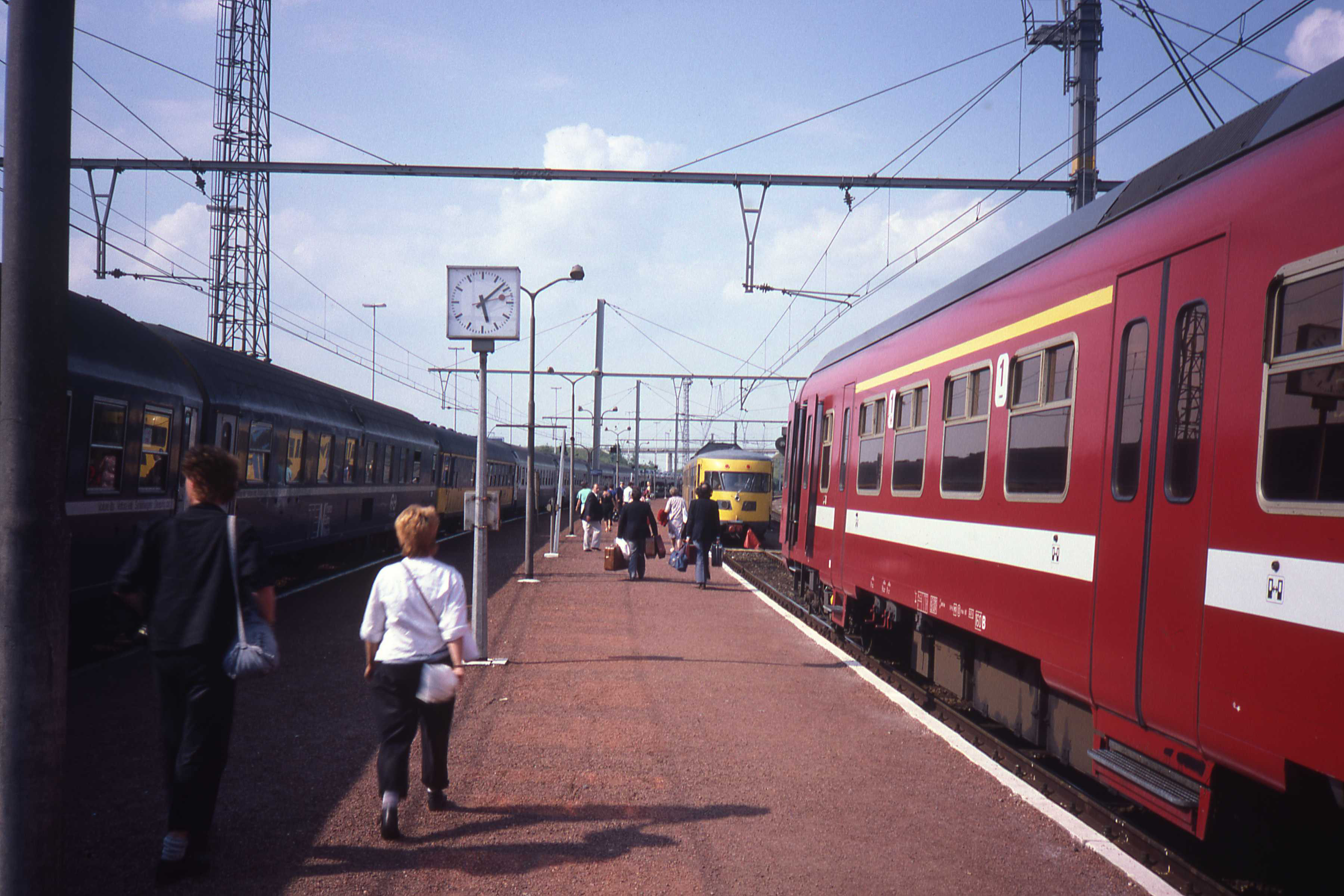
In de loop van 1985 werd het Nederlands deel geëlektrificeerd. Hier nog een overstap in Wezet tussen de Nederlandse dieseltrein en de Belgische lokaaltrein, terwijl een internationale trein stopt.

Vanaf 30 september 1956 werd de stoptreindienst tussen Wezet en Luik vervangen door bussen. Voor de totale elektrificatie van de spoorlijn in 1985 zijn Nederlandse Blauwe Engel dieseltreinstellen ingezet tussen (Herstal), Luik-Palais en Maastricht. Dit werd later beperkt tot Luik-Guillemins. Na de elektrificatie is de treindienst overgenomen door de Belgische spoorwegen waarbij er nog een overgangsfase was waarbij in Wezet moest worden overgestapt omdat de elektrificatie van het gedeelte Wezet - Luik al eerder opgeleverd was. Nadat op 28 september 1985 de laatste ritten met NS-diesels werden gemaakt op het grensbaanvak, namen de destijds nog tweedelige Breaks de treindienst op 29 september 1985 over en kon Maastricht rechtstreeks met Knokke worden verbonden. De NMBS zette meestal lokale treinen in tot Luik maar in sommige dienstregelingen vroeger ook door naar Knokke aan de Belgische kust (IC F).

## IC naar Brussel en de bediening van Eijsden
Maastricht wenste in het verleden op het HSL-netwerk aangesloten te worden. De bediening van de internationale spoorlijn met uitsluitend lokale treinen paste niet bij de ambities van de Limburgse hoofdstad. Rond 2005 is onderzocht of Maastricht op het Belgische intercitynetwerk viel aan te sluiten. Er bleek een mogelijkheid om de IC Brussel - Luik te verlengen naar Maastricht. Eind 2006 werd voor een proefperiode van 2 jaar, en slechts van maandag tot en met vrijdag van 7 tot 19 uur, een rechtstreekse verbinding opgezet met Brussel.
Buiten de diensttijden van de Intercity reed er een stoptrein tussen Maastricht en Luik. Deze trein stopte sinds de ingebruikname van de intercity niet meer te Maastricht Randwyck en Eijsden. Hierdoor stopte er in station Eijsden tussen 2006 en 2011 geen enkele trein meer.
De nieuwe verbinding bleek een succes en werd na de proefperiode definitief in de dienstregeling opgenomen. In 2011 werd de dienst ingekort tot Wezet. De stoptrein tussen Luik en Maastricht werd op 11 december 2011 hersteld. Deze stoptrein stopt weer in Eijsden en in Maastricht-Randwyck. De intercity blijft rijden tussen Luik en Wezet.
Het grensoverschrijdend traject tussen Moelingen en Maastricht Randwyck is voorzien van het Belgische treinbeïnvloedingssysteem Crocodile/MEMOR. ATB ontbreekt op dit traject. De Belgische treinen, die niet met ATB zijn uitgerust, worden gedoogd op het met ATB beveiligde traject van Maastricht tot Randwyck. De Belgische treinen uitgerust voor 3000 V gelijkspanning, kunnen zonder problemen onder de 1500 V spanning rijden, zij het met minder vermogen. De 3000 V / 1500 V spanningssluis ligt 2,5 kilometer ten zuiden van Randwyck, ter hoogte van De Karosseer. Nederlandse treinen enkel uitgerust voor 1500 V gelijkspanning hebben daarom hun eindpunt in Randwyck. Technisch en exploitabel gezien is deze spoorlijn een grotendeels Belgische spoorlijn op Nederlands grondgebied.

## Treindienst
| Serie            | Treinsoort                                             | Route                                                                                                | Bijzonderheden |
| ---------------- | ------------------------------------------------------ | --- | --- |
| P 8410           | Piekuurtrein (NMBS)                                    | Luik-Guillemins – Wezet                                                                              | Rijdt alleen op werkdagen. |
| P 7440/8440      | Piekuurtrein (NMBS)                                    | Wezet – Luik-Guillemins – Brussel-Zuid – 's-Gravenbrakel                                             | Rijdt alleen op werkdagen, 1 rit verder naar 's-Gravenbrakel.                                                                         |
| 18900 RE 18 S 43 | Sneltrein / Regional-Express / S-trein (Arriva / NMBS) | (Luik-Guillemins – ) Maastricht – Heerlen – Landgraaf – Herzogenrath – Aachen Hbf                    | Drielandentrein (LIMAX). Tussen Luik-Guillemins en Maastricht wordt 1x/uur gereden. Tussen Maastricht en Aachen wordt 2x/uur gereden. |
| 32000 RS 18      | Stoptrein (Arriva)                                     | Maastricht Randwyck – Maastricht – Heerlen – Landgraaf – Eygelshoven – Chevremont – Kerkrade Centrum | |
| 32400 RS 12      | Stoptrein (Arriva)                                     | Maastricht Randwyck – Maastricht – Sittard – Roermond                                                | |

## Stations en gebouwen
Hieronder een overzicht van alle (voormalige) stations langs het Nederlandse deel en alle huidige stations langs het Belgische deel van de lijn (cursief: voormalig station):
| Station             | Geopend   | Huidig gebouw                                                                   |
| Nederland           | Nederland | Nederland                                                                       |
| ------------------- | --------- | ------------------------------------------------------------------------------- |
| Maastricht          | 1853      | 1913, SS, 2e gebouw, uniek ontwerp van Van Heukelom                             |
| Maastricht Randwyck | 1987      | 1987, NS, 1e gebouw, type Voorstadshalte                                        |
| Heer                | 1861      | geen, station gesloten omstreeks 1867                                           |
| Gronsveld           | 1861      | 1861, L.M., 1e gebouw, uniek ontwerp, station gesloten in 1950 en van 1938-1945 |
| Maarland            | 1861      | geen, station gesloten in 1938                                                  |
| Eijsden             | 1861      | 1861, L.M., 1e gebouw, uniek ontwerp deels gesloopt in 1965                     |
| België              |           |                                                                                 |
| Wezet (Visé)        | 1861      | 1980, NMBS, 3e gebouw, uniek ontwerp van Nolet                                  |
| Bressoux            | 1861      | geen, gebouw gesloopt in 2014                                                   |

## Aansluitingen
In de volgende plaatsen is of was er een aansluiting op de volgende spoorlijnen:
Y Val Benoît
Spoorlijn 37 tussen Luik-Guillemins en Hergenrath
Y Garde-Dieu
Spoorlijn 125B tussen Y Garde-Dieu en Kinkempois
Y Froidmont
Spoorlijn 40A tussen Y Froidmont en Luik-Longdoz
Y Cornillon
Spoorlijn 40A/1 tussen Luik-Longdoz en Y Cornillon
Jupille
Spoorlijn 214 tussen Jupille en Chertal
Wezet
Spoorlijn 24/1 tussen Wezet en Y Berneau
Maastricht
Spoorlijn 20 tussen Y Beverst en Maastricht
Spoorlijn tussen Aken en Maastricht
Spoorlijn tussen Maastricht en Venlo

## Verbindingsspoor
40/1: Y Aguesses (lijn 37) - Y Garde-Dieu (lijn 40)

## Varia
- Als gevolg van personeelsproblemen is de NMBS niet altijd in staat treinen te laten bemannen door Nederlandstalig personeel. Niet alle Waalse machinisten begrijpen de instructies van de Nederlandse treindienstleiders.
- Op 10 november 1918 kwam de trein van de Duitse keizer Wilhelm II over deze spoorlijn Nederland binnen. De keizer zelf reisde per auto van Spa naar station Eijsden.
- Tussen 18 mei 2024 en 18 juni 2024 was er op het traject Maastricht-Visé geen treinverkeer mogelijk door wateroverlast. Dit was omdat de ballast bij de zware regenval was weggespoeld en er elektronica beschadigd was geraakt.

## Zie ook

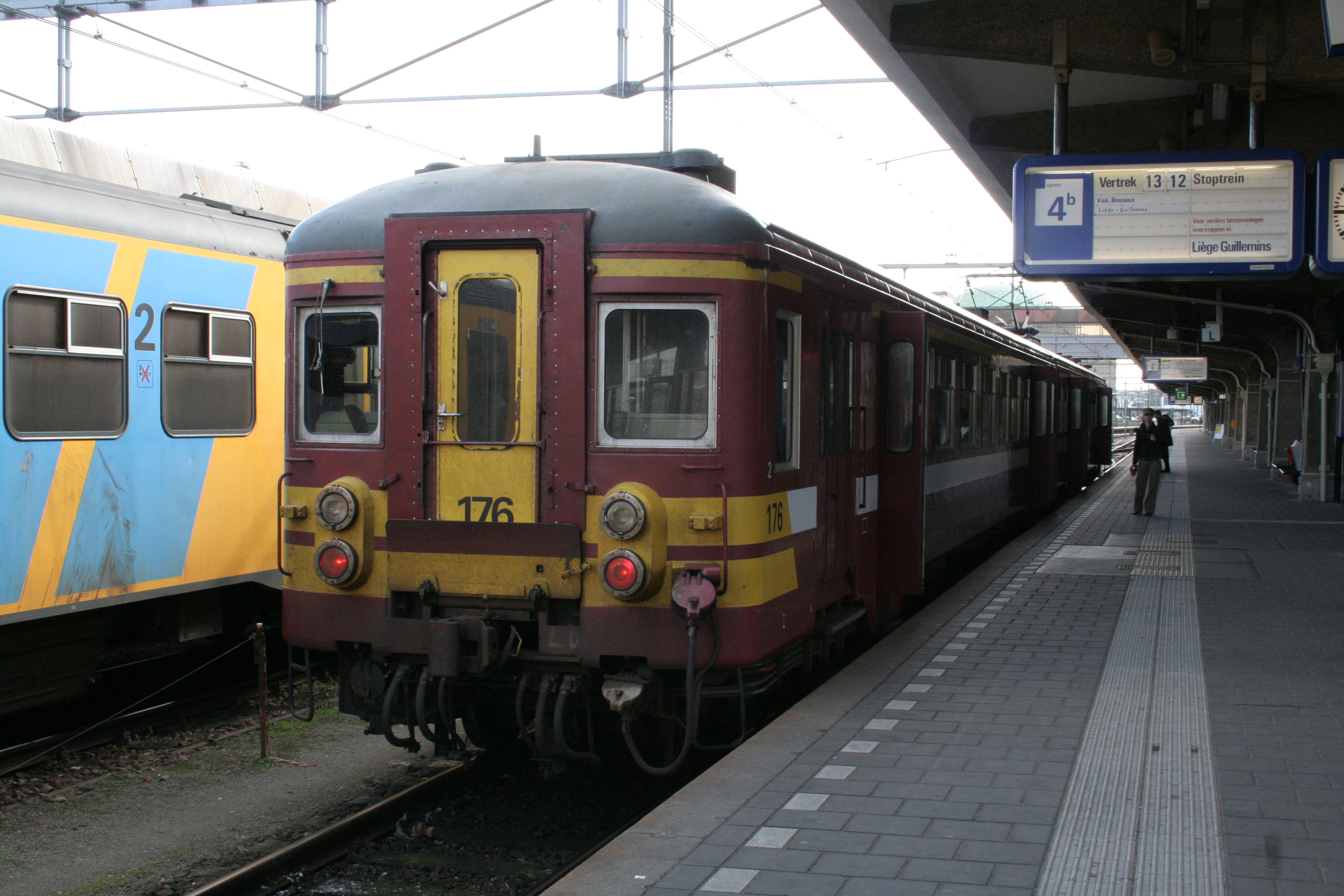
Een MS62 te Maastricht, met bestemming Luik